# 라알타그라시아주

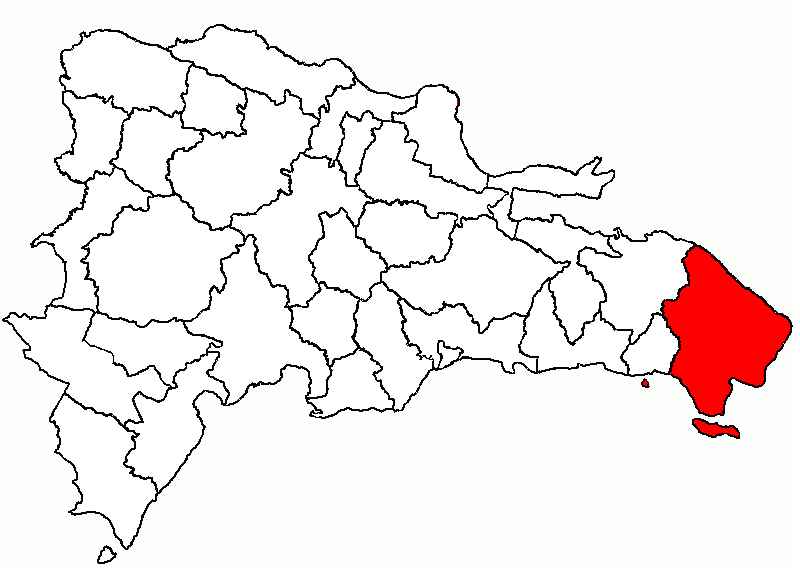
라알타그라시아 주의 위치

라알타그라시아주(스페인어: La Altagracia)는 도미니카 공화국 동부에 위치한 주로 주도는 이궤이이며 면적은 3,010.34km2, 인구는 372,289명(2014년 기준)이다. 1944년에 신설되었다.
북쪽과 동쪽, 남쪽으로는 대서양과 카리브해, 서쪽으로는 엘세이보 주, 라로마나 주와 접한다. 2개 지방 자치체와 5개 지구를 관할한다.